# Tenões
Tenões ist ein Ort und eine ehemalige Gemeinde (Freguesia) im Norden Portugals.

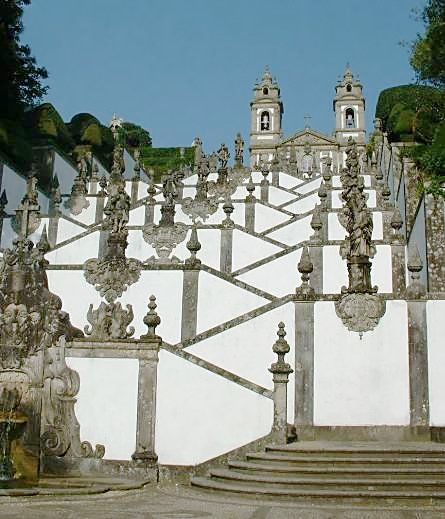
Treppe und Kirche Bom Jesus in Tenões

Tenões gehört zum Kreis und zur Stadt (pt: Cidade) Braga im Distrikt Braga. Die Gemeinde hatte eine Fläche von 1,67 km² und 1379 Einwohner (Stand 30. Juni 2011).
Am 29. September 2013 wurden die Gemeinden Tenões und Nogueiró zur neuen Gemeinde União das Freguesias de Nogueiró e Tenões zusammengeschlossen.